# Виноградов Микола Георгійович

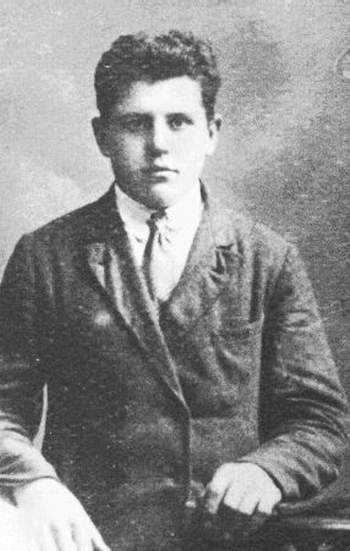
Виноградов М. Г.

Виноградов Микола Георгійович (1914—1941 рр., точні дати народження та смерті не відомі) — льотчик Другої світової війни. Уродженець села Шелуденево, Кіровського району, Калінінської області.

## Навчання та служба
З 14 серпня 1936 р. по листопад 1938 р. проходив службу курсантом військово-морського училища.
З листопада 1938 р. по 27 червня 1940 р. перебував у розпорядженні командувача Дніпровської військової флотилії.
З 27 червня 1940 р. по 8 червня 1941 р. старший льотчик 46 АЕ Дніпровської військової флотилії.
З 8 червня 1941 р. пілот 46 ближньорозвідувальної авіаескадрильї Пінської військової флотилії, а потім пілот 46 штурмової ескадрильї ВПС Чорноморського флоту.
В кінці липня 1941 р. був направлений до Воронежу для перенавчання на Іл–2.

## Загадка Виноградова М. Г. та Євсєєва Г. П

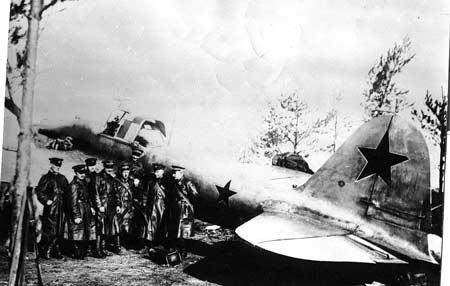
Штурмовик Ил-2

1941 рік. Пілоти 57 БАП. На задньому плані — штурмовик Іл-2 перших серій. На такому в останній бій пішли Виноградов і Євсєєв. З часу його загибелі минуло 76 років, і тільки нещодавно дослідник Анатолій Бишенко розкрив таємницю радянського пілота, що штурмував в 1941 р. німецькі війська на підступах до Кременчука. Ім'я льотчика Виноградова, збитого в районі Крюкова над Деївским лісом в 1941 році і похованим там же місцевими жителями, періодично з'являється на сторінках місцевих газет. В основному, приводами для публікацій були факти неодноразового руйнування надгробного пам'ятника льотчику вандалами. Разом з тим, достовірно встановити долю і приналежність льотчика до якого-небудь авіаційного підрозділу довгий час не вдавалося, хоча з того часу пройшло вже багато років. Так вийшло, що у 1941 житель Крюкова Григорій Черноотченко знайшов обгорілі документи Миколи Виноградова і частину листа від родичів або дружини. Переходячи з рук у руки документи загубилися в повоєнний час. Все, чим володіли дослідники, це нічим не підтверджені прізвище, ім'я, по батькові льотчика і рік його народження без числа і місяця. Ніяких позитивних результатів не дав запит краєзнавчого музею в центральний архів Міністерства оборони Росії. Не змогли нічого прояснити і члени міського дитячого пошукового клубу, які займалися цією темою впродовж 70-80 років. Пішли вже в інший світ, так і не залишивши ніяких письмових свідчень по цій темі, і очевидці останнього бою льотчика Виноградова. З роками історія обросла масою домислів і припущень, що дуже спотворило первинну інформацію. Кілька років пошуковою роботою по льотчику Виноградову займається громадська організація «Кременчуцький музей історії авіації і космонавтики». Через те, що темою бойової діяльності авіації в районі Кременчука у 1941 і 1943 році ніхто і ніколи в місті не займався, матеріалів практично не було. Все, що було на початку дослідження, була «Книга Пам'яті» з іменами воїнів, загиблих у Кременчуці яка має велику кількість неточностей і помилок, і книга «В битвах за перемогу», про бойовий шлях 38-ї армії, в якій майже нічого не сказано про дії радянської авіації в районі Кременчука у 1941 році. Членами організації за останні кілька років проведена клопітка пошукова та аналітична робота. В електронних архівах Центрального архіву Міністерства оборони переглянуто кілька тисяч облікових карток про загиблих воїнів з прізвищем Виноградов, аналізувалися мемуари військових авіаторів тієї пори, різні нариси і публікації про льотчиків, вивчалися донесення авіаційних підрозділів про втрати, які входили до складу південно-західного фронту і діяли в 41-му році в районі Кременчука, але все марно. Здавалося, що таємницю льотчика Виноградова ніколи не розгадати.

### Розкриття таємниці
«В августе 1941г. группа летчиков с Балтики была направлена в Воронеж переучиваться на штурмовики Ил–2. Переучились быстро и получили приказ лететь на Черное море.  Десятка Ил–2 под командованием кап. Челнокова Н. В. взяла курс на юг. На одном из промежуточных аэродромов (в Богодухове) Челнокову передали приказ самого главкома юго-западного направления, маршала Буденного: нанести бомбоштурмовой удар по танковой и моторизованной колонне противника, движущейся в сторону Кременчуга. Челноков повел группу к цели в составе 5 самолетов: Николаев, Степанян, Виноградов, Евсеев. 
Колонна была разгромлена, первая атака, неожиданно вошедших в боевой строй штурмовиков, увенчалась блестящим успехом. 
Такие же вылеты были выполнены с Кременчугского и Полтавского аэродромов. Помогая нашим войскам сдерживать наступление врага на суше, морские штурмовики получили боевую закалку еще в пути к новому месту службы. Двое из десяти погибли смертью храбрых — летчики Евсеев и Виноградов. Большинство из остальных были представлены к наградам. Николаев — к ордену Красного Знамени. 
Сдав семерку обученных и испытанных в бою штурмовиков командованию ВВС ЧФ, комэск Челноков вернулся в Воронеж, где его ждала новая группа курсантов…» 
Це витяг з книги Мінакова В. І. «Гнівне небо Тавриди» з глави під назвою «Комеск Микола Миколаїв».
За прізвищами льотчиків, які входили до складу зазначеної групи і стали згодом Героями Радянського Союзу, вдалося встановити і назву підрозділу. Це була 46-я окрема штурмова авіаційна ескадрилья (ОШАЭ) ВПС Чорноморського флоту, але оскільки вона була сформована з льотчиків з Балтики, в основному з 57 БАП, то стало очевидним, що пошук треба вести в підрозділах ВВС КБФ, а тому шукати відомості та архівні матеріали про льотчика Виноградові, а тепер і Євсєєва, необхідно не в Центральному архіві Міністерства Оборони, а у Військово-морському архіві в м. Гатчина Ленінградської обл., де зосереджена вся інформація про флот і про підрозділи ВПС флоту.
Офіційна інформація надійшла від  В. Прокоф'єва (пошуковик–дослідник), який працював в центральному военно-морському архіві. Загибель льотчиків 46 ОШАЭ ЧФ лейтенанта Виноградова Миколи Георгійовича та ст. лейтенанта Євсєєва Геннадія Павловича в районі Кременчука в серпні 1941 р. підтверджується архівними документами. Разом з підтвердженням загибелі, в архівній довідці зазначено всі необхідні біографічні відомості та послужний список загиблих, а також відомості про родичів. Архівний пошук матеріалів був виконаний якісно при безпосередній та активній участі посадових осіб штабу Ленінградської ВМБ, особистої участі начальника ЦВМА капітана 1 рангу Павловського В. В. В особовій справі зазначені члени сім'ї: дружина Виноградова Євдокія Терентіївна, дочка Світлана 1940 року народження. Які з 1941 р. проживали за адресою с. Довгий Каргапольского р–ну Челябінської області (Курганська обл.).

## Могила Виноградова в Кременчуці

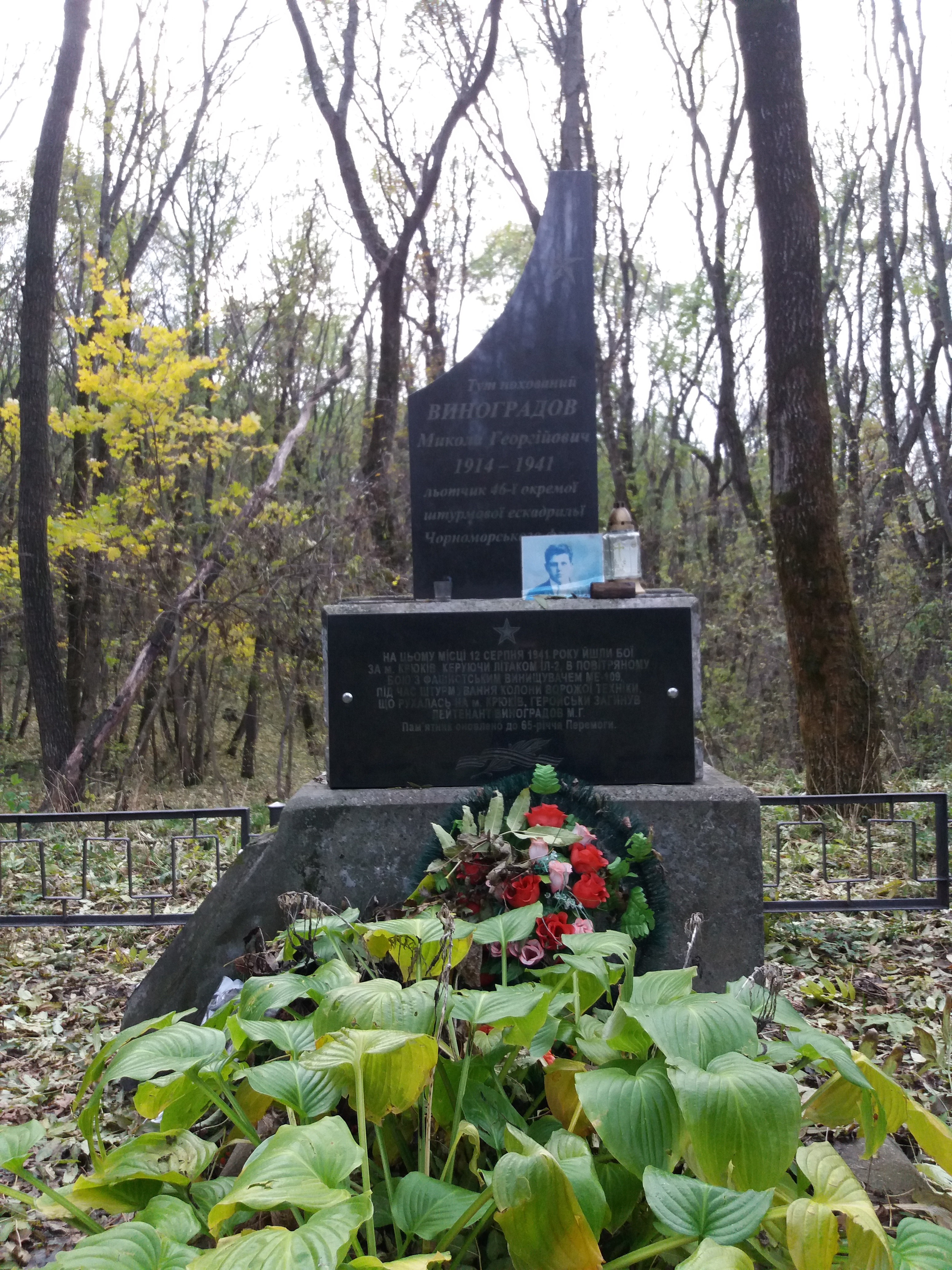
Могила Миколи Виноградова в 2017 році

12 серпня після штурмовки ворожих колон і техніки в р–ні Крюкова (правобережна частина Кременчука) лейтенант Виноградов М. Г. не повернувся з бойового завдання на аеродром базування.
Згідно матеріалів ЦВМА лейтенант Виноградов М. Г. загинув при виконанні бойового завдання біля м. Кременчука.
Його літак був підбитий над Кременчуком і впав в Деївський ліс неподалік Деївської гори. Місцеві жителі розповіли, що бачили, як у Деївський ліс падав палаючий літак. Першими до літака приїхали німці. Місце падіння було оточено, і тільки на третій день, коли німці поїхали, жителі Деївки змогли поховати льотчика тут же, поруч з місцем падіння літака. Великі фрагменти літака, очевидно вивезли німці.
До 20-ти річчя Перемоги, на могилі льотчика замість хреста встановили залізо — бетонну плиту із зіркою на вершині. На плиті напис: «Тут похований льотчик Виноградов Микола Гергійович. 1914—1941». Навколо пам'ятника поставили скромну залізну огорожу. Малопримітна стежка до самотньої могили, стала лісовою дорогою… Цей пам'ятник простояв на могилі близько 10 років.
До 30-ти річчя Перемоги було споруджено новий пам'ятник з мармурової крихти. У пам'ятник була вмонтована чавунна плита з написом, що повторює напис попереднього пам'ятника. Була замінена і огорожа на «художню». Могила льотчика не була занедбана. Сюди часто приходили школярі зі шкіл міста, за могилою доглядали. Напередодні 60-ї річниці Перемоги у Вітчизняній війні, місцеві націонал-фашисти відбили і вивезли в невідомому напрямку верхню частину пам'ятника з чавунною плитою. В цей же день була збита і табличка з пам'ятника ополченцям на Гострій могилі. Злочин так і не було розкрито. Стараннями патріотів міста, пам'ятник незабаром відновили. На колишньому постаменті встановили нову плиту з чорного полірованого каменю габро. Напис на плиті не змінився, залишився таким же: «… льотчик Воноградов Микола Георгійович…»